# Янишева Нінель Яківна
Ніне́ль Я́ківна Янишева (23 квітня 1924, Харків — 2 лютого 2002, Київ) — український гігієніст, доктор медичних наук (з 1970), професор (з 1972), заслужений діяч науки УРСР (з 1981).

## Біографія
1947 року закінчила 1-й Московський медичний інститут. Працювала обласним санінспектором в Таласській області (Киргизстан), а згодом — молодшим науковим співробітником Московського областного НДІ санітарії та гігієни та Московського НДІ гігієни ім. Ф. Ф. Ерісмана. В 1957 році переїжджає до Києва в Інститут гігієни та медичної екології імені О. М. Марзєєва НАМН України.
З 1960 під керівництвом Д. М. Калюжного вивчає гігієну канцерогенних факторів.
У 1970 захистила докторську дисертацію «Санитарная охрана внешней среды от загрязнения канцерогенными веществами, содержащимися в выбросах и отходах промышленных предприятий» і стала провідним дослідником з хімічного канцерогенезу.
Створила свою наукову школу, підготувала 3 науковців на ступінь докторів і 7 кандидатів наук.
Результати досліджень Н. Я. Янишевої опубліковані більш ніж в 300 роботах і 11 монографіях, з яких 3 — у співавторстві з зарубіжними колегами.
Н. Я. Янишева була членом Комітету з канцерогенних речовин і заходів профілактики при Міністерстві охорони здоров'я СРСР, членом Секції канцерогенних речовин Комітету з науки і техніки Ради Міністрів СРСР, дійсним членом Нью-Йоркської Академії Наук США, членом Національного географічного товариства США, Європейського інституту екології та раку, Ради безпеки при Міжнародному інституті цивільної авіації.
Професор Н. Я. Янишева стала одним з основоположників нового наукового напрямку — онкогігіени.

## Наукові напрями
Основні наукові напрями:
- гігієна довкілля
- гігієна атмосферного повітря
- онкологічна гігієна
- санітарно-гігіенічна профілактика раку
- забруднення канцерогенними речовинами

## Наукова діяльність
Вона із співробітниками дослідила канцерогенні речовини у викидах металургійних заводів і вперше у світі здійснила гігієнічне нормування канцерогенних чинників довкілля, нормативів вмісту бенз(а)пірену, дибензил (а, h) антрацену, нітрозамінів в різних середовищах.

## Основні наукові праці
- Калюжный Д. Н. Загрязнения внешней среды и ее санитарная охрана / Д. Н. Калюжный, Я. И. Костовецкий, Н. Я. Янышева. — К, 1967. — 86 с.
- Калюжный Д. Н. Санитарная охрана атмосферного воздуха и водоемов от выбросов и отходов предприятий черной металлургии / Д. Н. Калюжный, Я. И. Костовецкий, Н. Я. Янышева. — М.: Медицина, 1968. — 239 с.
- Калюжный Д. Н. Опыт оздоровления атмосферного воздуха в городах и селах Украинской ССР / Д. Н. Калюжный, Н. Я. Янышева, М. В. Крыжановская, З. Я. Рудчик // Гигиена и санитария. — 1968. — № 5. — С. 104–106.
- Калюжный Д. Н. Опыт оздоровления атмосферного воздуха в городах и селах Украинской ССР / Д. Н. Калюжный, Н. Я. Янышева, М. В. Крыжановская, З. Я. Рудчик // Гигиена и санитария. — 1968. — № 5. — С. 104–106.
- Янышева Н. Я. Канцерогенные вещества и их гигиеническое нормирование в окружающей среде / Н. Я. Янышева и др. — Киев, 1977. — 134 с.
- Янышева Н. Я. Гигиенические проблемы охраны окружающей среды от загрязнения канцерогенами / Н. Я. Янышева, И. С. Киреева, И. А. Черниченко и др. — Киев: Здоров'я, 1985. — 104 с.
- Сердюк А. М. Закономерности модифицирующего влияния химических факторов окружающей среды на канцерогенез / А. М. Сердюк, Н. Я. Янышева // Довкілля та здоров'я. — Київ, 1998. — № 2. — С. 18-22
- Янышева Н. Я. О пленуме проблемной комиссии «Научные основы экологии человека и гигиены окружающей среды» (РАМН) и комиссии по канцерогенным факторам (при ГКСЭН РФ) / Н. Я. Янышева // Довкілля та здоров'я. — Київ, 1998. — № 2. — С. 52-53
- Янышева Н. Я. К вопросу обоснования допустимых уровней содержания бенз(а)пирена в продуктах питания / Н. Я. Янышева, И. А. Черниченко, В. И. Циприян // Экспериментальная онкология. — Киев, 1999. — Т. 21, № 1. — С. 9-12
- Янышева Н. Я. О пленуме межведомственного научного совета по экологии человека и гигиене окружающей среды Российской Федерации"Проблемы гигиенического нормирования и оценки химических загрязнений окружающей среды в ХХІ веке" / Н. Я. Янышева // Довкілля та здоров'я. — Київ, 2000. — № 3. — С. 52-54
- Янышева Н. Я. Онкогигиенические аспеты регламетнирования бенз(а)пирена в продуктах питания / Н. Я. Янышева, И. А. Черниченко, Н. В. Баленко // Гигиена и санитария. — Москва, 2001. — № 2. — С. 67-70
- Янышева Н. Я. О методологических вопросах нормирования химических канцерогенных веществ в окружающей среде / Янышева Н. Я., Черниченко И. А., Баленко Н. В. // Гигиена и санитария. — 2003. — № 1. — С. 54-58